# Bengalische Schrift
Die bengalische Schrift (bengalisch বাংলা লিপি IAST bāṁlā lipi) gehört zu den indischen Schriften. Wie diese ist sie eine Zwischenform aus Alphabet und Silbenschrift, eine sogenannte Abugida. Sie wird in Teilen Indiens sowie in Bangladesch verwendet, in ihr wird unter anderem die bengalische Sprache geschrieben. Die bengalische Schrift ähnelt der Devanagari in vieler Hinsicht, die heutigen Unterschiede zur Devanagari sind vor allem durch den Lautwandel in der bengalischen Sprache verursacht.

## Geschichte
Wie viele andere indische Schriften hat die bengalische Schrift ihren Ursprung in der Brahmi-Schrift, die erstmals im 3. Jahrhundert v. Chr. belegt ist. Aus dieser Schrift entwickelten sich im Laufe der Zeit zahlreiche regionale Varianten, die sich teilweise stark unterscheiden.
Die bengalische Schrift entwickelte sich zunächst gemeinsam mit dem Devanagari aus einer östlichen Variante der Gupta-Schrift, einem Abkömmling der Brahmi-Schrift. Von dieser spaltete sich im 7. Jahrhundert n. Chr. die Nagari-Schrift ab. Nachdem diese sich ebenfalls in regionale Varianten entwickelt hatte, spaltete sich schließlich im 12. Jahrhundert die bengalische Schrift ab. Der erste gedruckte Text in bengalischer Schrift stammte von Charles Wilkins und wurde 1778 veröffentlicht. Eine Reform der bengalischen Schrift fand Ende des 19. Jahrhunderts durch Ishwar Chandra Vidyasagar statt, bei der unter anderem die zusätzlichen Zeichen mit Nukta in das Alphabet aufgenommen wurden.

## Verwendung
Die bengalische Schrift wird hauptsächlich zur Schreibung der bengalischen Sprache verwendet, ist Amtssprache in Bangladesch sowie im indischen Bundesstaat Westbengalen und eine der am meisten gesprochenen Sprachen der Erde. Die assamesische Sprache, Amtssprache des indischen Bundesstaats Assam, verwendet eine nur geringfügig verschiedene Variante der bengalischen Schrift. Darüber hinaus verwenden viele Minderheitensprachen dieser Gebiete sowie darüber hinaus der indischen Bundesstaaten Tripura und Manipur die bengalische Schrift. Die Schreibung des Sanskrit in bengalischer Schrift ist möglich, wird aber heutzutage nur selten praktiziert.

## Funktionsprinzip

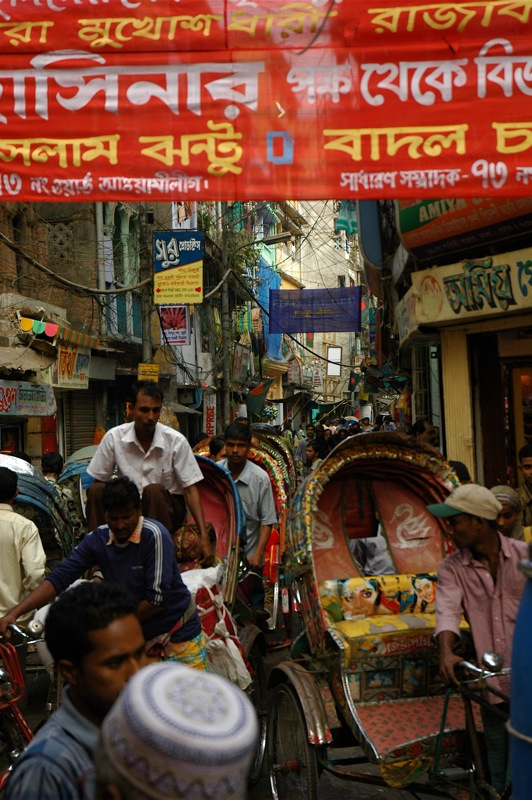
Straße in Dhaka mit Plakaten in bengalischer Schrift

Die bengalische Schrift ist wie die anderen indischen Schriften eine Zwischenform aus Alphabet und Silbenschrift, eine sogenannte Abugida. Bei einer Abugida hat jeder Konsonant, der kein Vokalzeichen besitzt, den inhärenten Vokal a. Dieser inhärente Vokal lässt sich durch das Hinzufügen von Vokalzeichen ändern, die sich fest mit dem Konsonanten verbinden. Der Konsonant ক ist damit ein ka, কি hingegen ein ki. Der inhärente Vokal ist im Bengalischen aufgrund von Lautverschiebungen von der Aussprache ein o, weswegen in einigen Transkriptionsschemen das ô verwendet wird, um den inhärenten Vokal darzustellen.
Vokale werden nur mit eigenen, selbständigen Zeichen dargestellt, wenn sie ohne zugehörigen Konsonanten vorkommen, etwa am Wortanfang. Ein Konsonant ohne zugehörigen Vokal wird wie in vielen anderen indischen Schriften durch die Hinzufügung eines kleinen untergesetzten Schrägstriches namens Virama (im Bengalischen হসন্ত hasanta genannt) dargestellt. Trifft ein solcher vokalloser Konsonant auf einen weiteren Konsonanten, verbinden sich beide in der Regel zu einer Ligatur. Wie die anderen indischen Schriften wird die bengalische Schrift von links nach rechts geschrieben; eine Unterscheidung zwischen Groß- und Kleinbuchstaben existiert nicht.

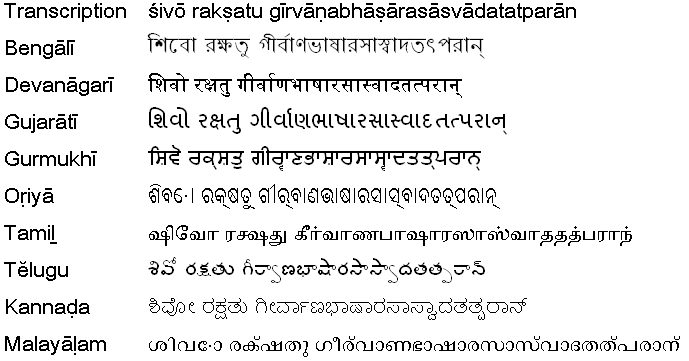
Sanskrit-Text in verschiedenen Schriften geschrieben: „Möge Shiva segnen, wem Sprache der Götter gefällt.“ (Kalidasa).

## Vokalzeichen
Die bengalische Schrift besitzt 11 Vokalzeichen, welche jedoch der Vokalphonologie des Bengalischen nicht vollständig entsprechen. So ist die Unterscheidung zwischen kurzen und langen Vokalen in der Sprache verlorengegangen, sie wird jedoch weiterhin in der Schrift dargestellt. Dafür existiert kein eigenes Vokalzeichen für den Vokal /⁠æ⁠/, sodass dieser in der Schrift durch andere Zeichen dargestellt werden muss.
Die links stehenden selbständigen Vokalzeichen werden nur für Vokale ohne zugehörigen Konsonanten verwendet, etwa am Wortanfang oder nach einem weiteren Vokal. Kommt ein Vokal hingegen zusammen mit einem Konsonanten vor, werden die rechts stehenden kombinierenden Vokalzeichen benutzt, die sich mit dem Konsonantenzeichen verbinden und eine feste Einheit bilden. Die kombinierenden Vokalzeichen werden hier am Beispiel des Konsonanten ক k gezeigt.
Die Zeichen ৠ ṝ, ঌ ḷ und ৡ ḹ sowie die zugehörigen kombinierenden Vokalzeichen werden in der bengalischen Sprache nicht mehr verwendet. Sie existieren lediglich, um das Schreiben des Sanskrit in bengalischer Schrift zu ermöglichen.
Die kombinierenden Vokalzeichen e, ai, o und au nehmen geringfügig verschiedene Formen an, je nachdem ob sie am Anfang oder innerhalb eines Wortes vorkommen.
| Selbständige Vokalzeichen | Selbständige Vokalzeichen | Selbständige Vokalzeichen | Kombinierende Vokalzeichen | Kombinierende Vokalzeichen | Kombinierende Vokalzeichen |
| Zeichen                   | Transliteration           | Lautwert                  | Zeichen                    | Transliteration            | Lautwert                   |
| ------------------------- | ------------------------- | ------------------------- | -------------------------- | -------------------------- | -------------------------- |
| অ                         | a                         | [⁠ɔ⁠], [⁠o⁠]                  | ক                          | ka                         | [kɔ], [ko]                 |
| আ                         | ā                         | [⁠a⁠]                       | কা                          | kā                         | [ka]                       |
| ই                         | i                         | [⁠i⁠]                       | কি                          | ki                         | [ki]                       |
| ঈ                         | ī                         | [⁠i⁠]                       | কী                          | kī                         | [ki]                       |
| উ                         | u                         | [⁠u⁠]                       | কু                          | ku                         | [ku]                       |
| ঊ                         | ū                         | [⁠u⁠]                       | কূ                          | kū                         | [ku]                       |
| ঋ                         | ṛ                         | [ri]                      | কৃ                          | kṛ                         | [kri]                      |
| এ                         | e                         | [⁠e⁠], [⁠æ⁠]                  | কে                          | ke                         | [ke], [kæ]                 |
| ঐ                         | ai                        | [oi̯]                      | কৈ                          | kai                        | [koi̯]                      |
| ও                         | o                         | [⁠o⁠]                       | কো                          | ko                         | [ko]                       |
| ঔ                         | au                        | [ou̯]                      | কৌ                          | kau                        | [kou̯]                      |

Die kombinierenden Vokalzeichen verbinden sich normalerweise in regelmäßiger Weise mit dem Konsonantenzeichen, bei bestimmten Konsonant-Vokal-Kombinationen treten jedoch Sonderformen auf.
| Zeichen | Transliteration |
| ------- | --------------- |
| গু       | gu              |
| শু       | śu              |
| ন্তু      | ntu             |
| স্তু      | stu             |
| হু       | hu              |
| রু       | ru              |
| রূ       | rū              |
| হৃ       | hṛ              |

## Konsonanten

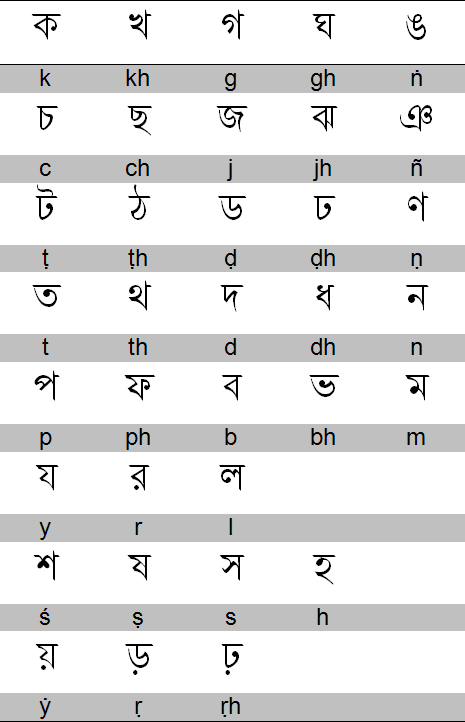
Konsonantentabelle der bengalischen Schrift

Die bengalische Schrift enthält 35 Konsonantenzeichen. Nicht berücksichtigt wurde bei der Zählung das ক্ষ kṣ, eigentlich eine Ligatur aus ক k und ষ ṣ, die allerdings von vielen bengalischen Wörterbüchern als eigenes Zeichen im Alphabet betrachtet wird. Die Transliteration wird in dieser Tabelle ohne den inhärenten Vokal a dargestellt, der normalerweise immer vorhanden ist, wenn der Konsonant kein Vokalzeichen oder Virama besitzt.
Die Konsonantenzeichen stellen in einigen Fällen wie die Vokalzeichen Laute dar, die in der bengalischen Sprache verschwunden sind. So sind etwa alle drei Sibilanten im Bengalischen zu einem /⁠ʃ⁠/ zusammengefallen, sie werden aber weiterhin mit separaten Schriftzeichen dargestellt.
Die Liste der Konsonantenzeichen enthält drei Zeichen, die im 19. Jahrhundert durch das Hinzufügen eines Nuktas aus anderen Zeichen gebildet wurden. Das য় ẏ kann nur nach einem Vokal vorkommen und steht, obwohl es ein Konsonantenzeichen ist, selbst für den Vokal /e̯/, wobei es mit dem vorhergehenden Vokal einen Diphthong bildet. Befindet sich das Zeichen zwischen zwei Vokalen, ist es meist stumm. Die Zeichen ড় ṛ und ঢ় ṛh stellen beide den Laut /⁠ɽ⁠/ dar, welcher im Sanskrit lediglich ein Allophon von /⁠ɖ⁠/, im Bengalischen jedoch ein phonologisch distinktiver Laut ist. Das ঢ় ṛh ist allerdings sehr selten, praktisch das einzige häufigere Wort, in dem es vorkommt, ist আষাঢ় āṣāṛh, der Name eines Monats des bengalischen Kalenders.
Das Alphabet der assamesischen Sprache unterscheidet sich nur in zwei Stellen vom bengalischen Alphabet. Anstelle des র r wird im Assamesischen die alternative Glyphe ৰ verwendet. Außerdem existiert zusätzlich das Zeichen ৱ v. Dieser stellt den Laut /⁠w⁠/ dar, der nicht im Bengalischen, wohl aber im Assamesischen vorkommt.
| Zeichen | Transliteration | Lautwert        |
| ------- | --------------- | --------------- |
| ক       | k               | [⁠k⁠]             |
| খ       | kh              | [kʰ]            |
| গ       | g               | [⁠g⁠]             |
| ঘ       | gh              | [gʱ]            |
| ঙ       | ṅ               | [⁠ŋ⁠]             |
| চ       | c               | [⁠tʃ⁠]            |
| ছ       | ch              | [tʃʰ]           |
| জ       | j               | [⁠dʒ⁠]            |
| ঝ       | jh              | [dʒʱ]           |
| ঞ       | ñ               | [⁠n⁠]             |
| ট       | ṭ               | [⁠ʈ⁠]             |
| ঠ       | ṭh              | [ʈʰ]            |
| ড       | ḍ               | [⁠ɖ⁠]             |
| ঢ       | ḍh              | [ɖʱ]            |
| ণ       | ṇ               | [⁠n⁠]             |
| ত       | t               | [t̪]             |
| থ       | th              | [t̪ʰ]            |
| দ       | d               | [d̪]             |
| ধ       | dh              | [d̪ʱ]            |
| ন       | n               | [⁠n⁠]             |
| প       | p               | [⁠p⁠]             |
| ফ       | ph              | [pʰ], [⁠f⁠], [⁠p͡f⁠] |
| ব       | b               | [⁠b⁠]             |
| ভ       | bh              | [bʱ]            |
| ম       | m               | [⁠m⁠]             |
| য       | y               | [⁠dʒ⁠]            |
| র       | r               | [⁠r⁠]             |
| ল       | l               | [⁠l⁠]             |
| শ       | ś               | [⁠ʃ⁠], [⁠s⁠]        |
| ষ       | ṣ               | [⁠ʃ⁠]             |
| স       | s               | [⁠ʃ⁠], [⁠s⁠]        |
| হ       | h               | [⁠h⁠]             |
| য়       | ẏ               | [e̯]             |
| ড়       | ṛ               | [⁠ɽ⁠]             |
| ঢ়       | ṛh              | [⁠ɽ⁠]             |

## Ligaturen
Ähnlich wie das Devanagari ist auch die bengalische Schrift reich an Ligaturen, die verwendet werden, um Konsonantencluster darzustellen. Diese sind häufig regelmäßig, in vielen Fällen können sie aber auch  irregulär sein, sodass die einzelnen Komponenten nicht klar erkennbar sind. Die Aussprache der Ligaturen ist in der Regel nicht mit der Aussprache ihrer einzelnen Komponenten identisch; so besteht beispielsweise die Ligatur ক্ষ kṣ aus ক k /⁠k⁠/ und ষ ṣ /⁠ʃ⁠/, die Ligatur wird aber /kʰ/ gesprochen.
In regelmäßigen Ligaturen werden alle Zeichen außer dem letzten Zeichen in einer verkleinerten Form dargestellt, der letzte Konsonant eines Clusters verändert seine Form nicht. Aus den Konsonanten খ kh und ল l wird dementsprechend die Ligatur খ্ল khla. Darüber hinaus nehmen bestimmte Konsonanten innerhalb einer Ligatur regelmäßige Sonderformen an:
- Steht das র r in der Mitte oder am Ende einer Ligatur, bildet es eine horizontale Wellenlinie, die sich unter dem vorherigen Konsonanten anhängt, so z. B. in der Silbe খ্র khra.[17] Kommt das r am Anfang einer Ligatur vor, wird es zu einem kleinen schrägen Strich, der sich über dem letzten Konsonanten eines Clusters befindet, wie in der Silbe র্ক rka.[18]
- Kommt das য y in der Mitte oder am Ende einer Ligatur vor, wird es zu einer vertikalen Wellenlinie, so etwa in der Silbe ক্য kya.[11] Einzige Ausnahme ist র্য rya.[18] Diese besondere Form kann sich auch mit einem selbständigen Vokalzeichen kombinieren.[19]

## Sonderzeichen
Es existieren in der bengalischen Schrift eine Reihe von Sonderzeichen. Das erstgenannte ist ein selbständiges Zeichen, die anderen drei kommen nur zusammen mit einem Konsonanten- oder selbständigen Vokalzeichen vor. Dementsprechend können diese nicht am Wortanfang vorkommen.
- Das Zeichen ৎ, im Bengalischen খণ্ড ত khaṇḍa ta, deutsch ‚gebrochenes Ta‘ ist eine spezielle Form des Konsonanten ত t. Er steht immer ohne zugehörigen Vokal im Silbenauslaut und wird in bestimmten Wörtern verwendet, z. B. উৎসব utsab, deutsch ‚Festival‘.[20]
- Das Anusvara, welches in der bengalischen Schrift vom Aussehen her einem Semikolon ähnelt, ist im Gegensatz zum Devanagari ein vollwertiger Konsonant, außer dass er nicht am Wortanfang stehen kann und sich nicht mit einem Vokalzeichen verbinden kann. Er stellt den Laut [⁠ŋ⁠] dar und kommt unter anderem in der Eigenbezeichnung der bengalischen Sprache বাংলা bāṁlā vor.[21]
- Das Visarga stellt entsprechend seiner Position im Wort verschiedene Laute dar. Kommt es in der Wortmitte vor, geminiert es den darauffolgenden Konsonanten. Am Wortende steht es für ein raues auslautendes stimmloses h. In der bengalischen Sprache wird das Visarga nur selten verwendet, es kommt z. B. im Wort দুঃখ duḥkha, deutsch ‚Sorge‘ vor.[22]
- Das Chandrabindu wird verwendet, um den vorhergehenden Vokal zu nasalieren. Das Zeichen কঁ würde also als [kɔ̃] gesprochen werden.[23]

| Zeichen | Transliteration |
| ------- | --------------- |
| কৎ      | kat             |
| কং       | kaṁ             |
| কঃ       | kaḥ             |
| কঁ       | kam̐             |

## Satzzeichen und Symbole
Das einzige Satzzeichen der bengalischen Schrift ist ein vertikaler Strich ।. Ein einzelner Strich schließt ähnlich wie ein Punkt einen Satz ab. Zwei Striche zusammen können benutzt werden, um wie im Devanagari einen ganzen Abschnitt abzuschließen, dies wird aber selten genutzt. Darüber hinaus werden in heutiger Zeit meist die westlichen Satzzeichen verwendet.
Die bengalische Schrift enthält zudem das Symbol ৺. Dieses wird vor Namen verstorbener Personen gesetzt, ähnlich dem westlichen Kreuz.

## Alphabetische Ordnung

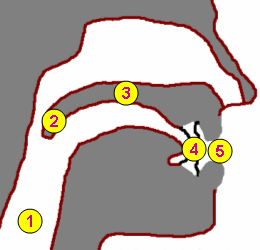
Darstellung der Artikulationsorte der Konsonanten, an denen sich die alphabetische Reihung orientiert

Die alphabetische Ordnung der bengalischen Schrift ist anders als etwa im lateinischen Alphabet nicht willkürlich, sondern wie in den anderen indischen Schriften nach phonetischen Gesichtspunkten sortiert:
- Vokale: অ a, আ ā, ই i, ঈ ī, উ u, ঊ ū, ঋ ṛ, এ e, ঐ ai, ও o, ঔ au
- Sonderzeichen: Anusvara ং, Visarga ঃ, Chandrabindu ঁ
- Konsonanten, zuerst stimmlos, dann stimmhaft (jeweils unaspiriert und aspiriert) und zuletzt nasal, gruppiert nach Artikulationsort von hinten nach vorne:
  - Gutturale (1): ক k, খ kh, গ g, ঘ gh, ঙ ṅ
  - Palatale (2): চ c, ছ ch, জ j, ঝ jh, ঞ ñ
  - Zerebrale (3): ট ṭ, ঠ ṭh, ড ḍ, ঢ ḍh, ণ ṇ
  - Dentale (4): ত t, থ th, দ d, ধ dh, ন n
  - Labiale (5): প p, ফ ph, ব b, ভ bh, ম m
- Halbvokale: য y, র r, ল l
- Zischlaute: শ ś, ষ ṣ, স s
- Hauchlaut: হ h
- sonstige Zeichen: য় ẏ, ড় ṛ, ঢ় ṛh

## Ziffern
Die bengalische Schrift besitzt eigene Ziffernzeichen.
| Ziffer                | 0   | 1  | 2  | 3  | 4  | 5  | 6  | 7  | 8  | 9  |
| Bengalische Ziffer    | ০   | ১  | ২  | ৩  | ৪  | ৫  | ৬  | ৭  | ৮  | ৯  |
| Bengalisches Zahlwort | শূন্য | এক | দুই | তিন | চার | পাঁচ | ছয় | সাত | আট | নয় |

## Umschrift
Als indische Schrift steht mit der ISO-15919-Norm ein Transliterationsschema für die bengalische Schrift zur Verfügung. Andere Transliterationssysteme, wie die Transliteration gemäß der National Library at Calcutta, sind mit der ISO-15919-Norm nahezu identisch. Es sind außerdem einige inoffizielle Transkriptionsschemen im Umlauf, deren Fokus auf der bengalischen Aussprache liegt.
Es existiert außerdem die Bharati-Brailleschrift, mit der neben anderen indischen Schriften auch die bengalische Schrift in Brailleschrift umgesetzt werden kann.

## Bengalisch in Unicode
Unicode kodiert die bengalische Schrift im Unicodeblock Bengalisch im Codebereich U+0980–U+09FF.
|     | 0       | 1       | 2       | 3       | 4       | 5       | 6       | 7 | 8       | 9       | A       | B       | C | D       | E       | F       |
| --- | ------- | ------- | ------- | ------- | ------- | ------- | ------- | - | ------- | ------- | ------- | ------- | - | ------- | ------- | ------- |
| 980 | ঀ       | ঁ        | ং        | ঃ        | [ A 1 ] | অ       | আ       | ই | ঈ       | উ       | ঊ       | ঋ       | ঌ | [ A 1 ] | [ A 1 ] | এ       |
| 990 | ঐ       | [ A 1 ] | [ A 1 ] | ও       | ঔ       | ক       | খ       | গ | ঘ       | ঙ       | চ       | ছ       | জ | ঝ       | ঞ       | ট       |
| 9A0 | ঠ       | ড       | ঢ       | ণ       | ত       | থ       | দ       | ধ | ন       | [ A 1 ] | প       | ফ       | ব | ভ       | ম       | য       |
| 9B0 | র       | [ A 1 ] | ল       | [ A 1 ] | [ A 1 ] | [ A 1 ] | শ       | ষ | স       | হ       | [ A 1 ] | [ A 1 ] | ়  | ঽ       | া        | ি        |
| 9C0 | ী        | ু        | ূ        | ৃ        | ৄ        | [ A 1 ] | [ A 1 ] | ে  | ৈ        | [ A 1 ] | [ A 1 ] | ো        | ৌ  | ্        | ৎ       | [ A 1 ] |
| 9D0 | [ A 1 ] | [ A 1 ] | [ A 1 ] | [ A 1 ] | [ A 1 ] | [ A 1 ] | [ A 1 ] | ৗ  | [ A 1 ] | [ A 1 ] | [ A 1 ] | [ A 1 ] | ড় | ঢ়       | [ A 1 ] | য়       |
| 9E0 | ৠ       | ৡ       | ৢ        | ৣ        | [ A 1 ] | [ A 1 ] | ০       | ১ | ২       | ৩       | ৪       | ৫       | ৬ | ৭       | ৮       | ৯       |
| 9F0 | ৰ       | ৱ       | ৲       | ৳       | ৴       | ৵       | ৶       | ৷ | ৸       | ৹       | ৺       | ৻       | ৼ | ৽       | ৾        | [ A 1 ] |

1. 1 2 3 4 5 6 7 8 9 10 11 12 13 14 15  Codepunkt ist nicht zugewiesen

## Schriftbeispiel
Der folgende Text ist die bengalische Übersetzung des ersten Artikels der Allgemeinen Erklärung der Menschenrechte.
| Bengalische Schrift | Umschrift (ISO 15919) | Übersetzung |
| --- | --- | --- |
| সমস্ত মানুষ স্বাধীনভাবে সমান মর্যাদা এবং অধিকার নিয়ে জন্মগ্রহণ করে। তাঁদের বিবেক এবং বুদ্ধি আছে; সুতরাং সকলেরই একে অপরের প্রতি ভ্রাতৃত্বসুলভ মনোভাব নিয়ে আচরণ করা উচিৎ। | Samasta mānuṣa sbādhīnabhābe samāna maryādā ebaṁ adhikāra niẏe janmagrahaṇa kare. Tām̐dera bibeka ebaṁ buddhi āche; sutarāṁ sakalera:i eke aparera prati bhrātṛtbasulabha manobhāba niẏe ācaraṇa karā ucit. | Alle Menschen sind frei und gleich an Würde und Rechten geboren. Sie sind mit Vernunft und Gewissen begabt und sollen einander im Geist der Brüderlichkeit begegnen. |